# Margot Frank

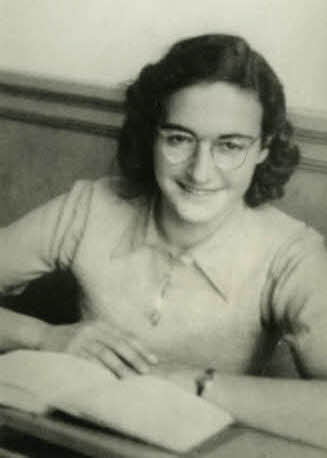
Margot Frank (1941)

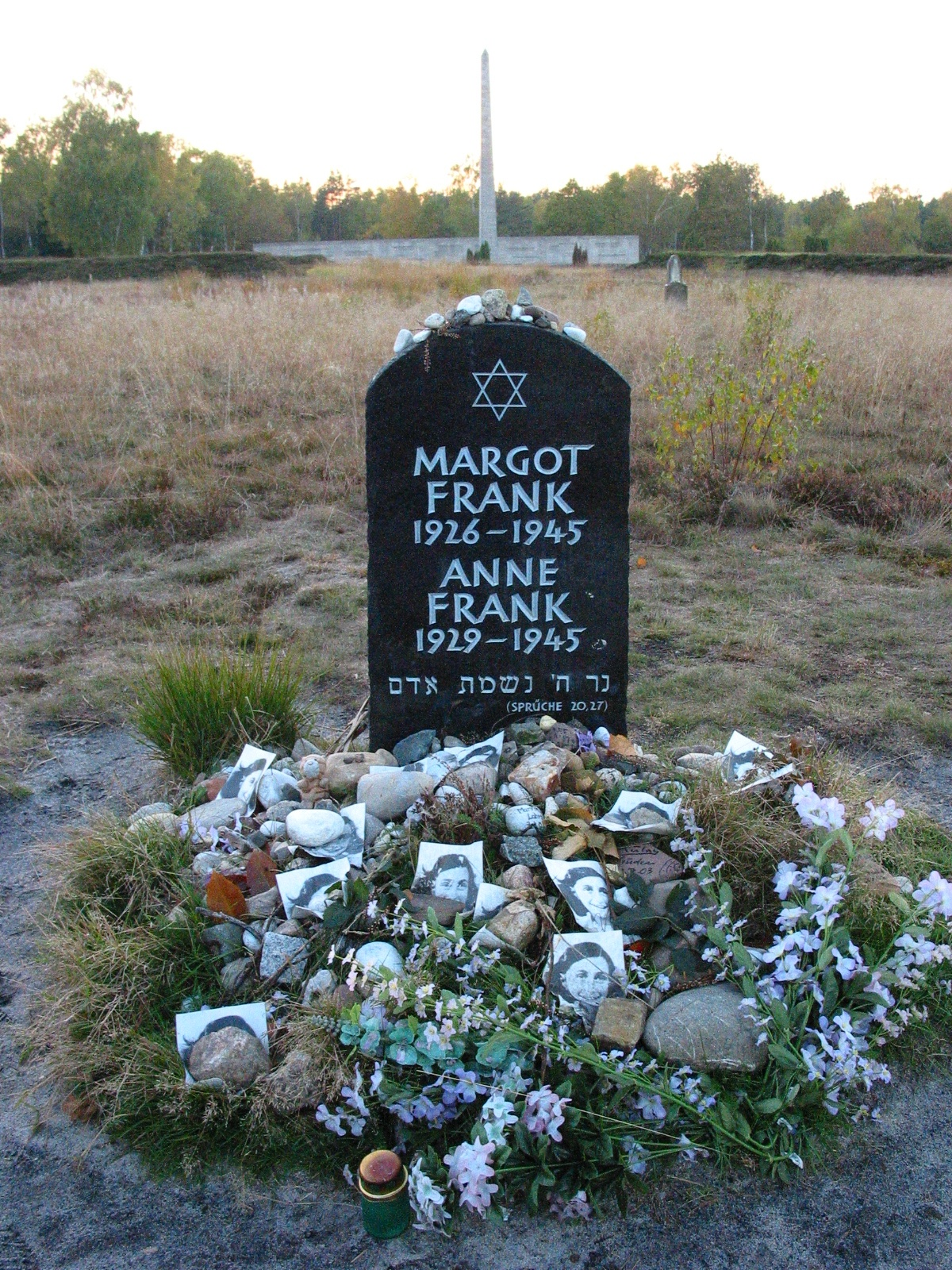
Grabstein für Margot und Anne Frank auf dem Gelände der KZ-Gedenkstätte Bergen-Belsen

Margot Betti Frank (* 16. Februar 1926 in Frankfurt am Main; † Anfang März 1945 im KZ Bergen-Belsen)  war eine deutsche Jüdin, die 1933 mit ihrer Familie aus Deutschland in die Niederlande auswanderte, um der Verfolgung durch die Nationalsozialisten zu entgehen, und kurz vor dem Kriegsende dem Holocaust zum Opfer fiel. Von Juli 1942 bis August 1944 lebte sie mit ihrer Familie versteckt in einem Hinterhaus in Amsterdam. Sie war die ältere Schwester von Anne Frank, die durch ihr Tagebuch bekannt wurde.

## Leben
Margot Frank wurde als erstes Kind ihrer Eltern Otto Frank und Edith Frank-Holländer geboren. Den Namen Betti erhielt sie in Erinnerung an die früh verstorbene Schwester ihrer Mutter. Margot Frank lebte ab 1927 im Haus Marbachweg 307 in Frankfurt und wohnte danach in der Ganghoferstraße 24 (beide im Stadtteil Dornbusch). Die Familie lebte in einer assimilierten Gemeinschaft von Juden und anderen Bürgern, und die Kinder wuchsen mit katholischen, protestantischen und jüdischen Freunden auf. Die Franks waren Reformjuden, die viele Traditionen des jüdischen Glaubens bewahrten, aber nur wenige Gebräuche pflegten. In Frankfurt besuchte Margot zunächst die Ludwig-Richter-Schule in Eschersheim und später die Varrentrapp-Schule in Bockenheim (später: Bismarck-, heute Gutenbergschule) und erhielt zusätzlich jüdischen Religionsunterricht.
Die Familie Frank siedelte nach der Machtergreifung der Nationalsozialisten 1933 von Frankfurt in Deutschland nach Amsterdam in den Niederlanden über. Im Sommer 1933 zog zunächst Otto Frank in die Niederlande. Im Stadtzentrum von Amsterdam baute er seine neue Firma Opekta auf. Edith Frank kam im Herbst nach, um eine Wohnung zu suchen. Margot folgte im Dezember und Anne im Februar 1934. Die Franks wohnten am Merwedeplein 37 im Stadtteil Rivierenbuurt (deutsch: Flussviertel). Margot besuchte die nahe gelegene öffentliche Schule in der Jekerstraat, lernte Niederländisch und hatte einen Kreis von Freundinnen. Danach besuchte sie ein Mädchengymnasium. Sie spielte Tennis und ruderte gern. Mit drei Teamkolleginnen gewann sie am 8. September 1940 den ersten Preis bei einem Ruderwettkampf in Zaandam in der Disziplin Stilrudern. Mit Edith Frank-Holländer besuchte sie oft die liberale Synagoge, wo sie auch Religionsunterricht erhielt. 1940 wurde Margot Mitglied der zionistischen Jugendorganisation Makkabi Hazair. Während der deutschen Besetzung der Niederlande im Zweiten Weltkrieg ab 1940 nahmen immer neue antisemitische Gesetze Juden zunehmend ihre Rechte. Margot und Anne Frank gingen auf dem jüdischen Lyceum zur Schule, nachdem es Juden im Sommer 1941 verboten worden war, nicht-jüdische Schulen zu besuchen. Ab diesem Zeitpunkt durfte Margot Frank auch nicht mehr an Ruderwettkämpfen teilnehmen. Aus Solidarität machten ihre Teamkolleginnen auch nicht mehr mit.
Margot Frank wurde durch viele Überlebende als die perfekte Tochter beschrieben. Anne beschreibt sie in ihrem Tagebuch so: „brav, ruhig und bekommt gute Zensuren in der Schule“. Margot Frank plante, nach dem Krieg ins damalige Mandatsgebiet Palästina auszuwandern, um dort Krankenschwester zu werden.
Etwa zwei Jahre nach der Besetzung der Niederlande begann Otto Frank, im Hinterhaus der von ihm vormals geleiteten niederländischen Niederlassung der Opekta-Werke ein Versteck für seine Familie und die befreundete Familie van Pels vorzubereiten.
Im Sommer 1942 fingen die systematischen Deportationen von Juden aus den Niederlanden an. Am 5. Juli 1942 erhielt Margot von der Zentralstelle für jüdische Auswanderung in Amsterdam einen Aufruf, wonach sie sich beim Reichsarbeitsdienst melden musste, andernfalls werde die ganze Familie Frank verhaftet. Infolgedessen beschloss Otto Frank, früher als geplant mit seiner Familie unterzutauchen. Familie van Pels folgte ihnen eine Woche später, einige Monate später kam noch Fritz Pfeffer, ein Bekannter, hinzu. Im Versteck wurden die Untergetauchten durch befreundete Mitarbeiter aus dem Betrieb versorgt. Margot Frank verhielt sich im Versteck immer sehr ruhig und zurückhaltend, so dass die Helferin Miep Gies später nur über sie sagen konnte: „Sie war anwesend und das war alles“. Margot las und lernte täglich viele Stunden mithilfe der zahlreichen Bücher, die die Familie Frank mitgenommen hatte. Über Margot schrieb Anne Frank am 12. Januar 1944: „Margot ist so lieb geworden, sie scheint mir ganz anders zu sein als früher. Sie ist längst nicht mehr so schnippisch und wird nun eine wirkliche Freundin.“
Am 4. August 1944 wurde das Versteck entdeckt, entweder durch Verrat oder im Zuge einer anderweitigen Ermittlung wegen Schwarzhandels, und die Untergetauchten wurden verhaftet. Sie wurden zuerst ins Durchgangslager Westerbork gebracht und anschließend mit dem letzten Transport ins KZ Auschwitz-Birkenau deportiert. Dort wurden sie voneinander getrennt.

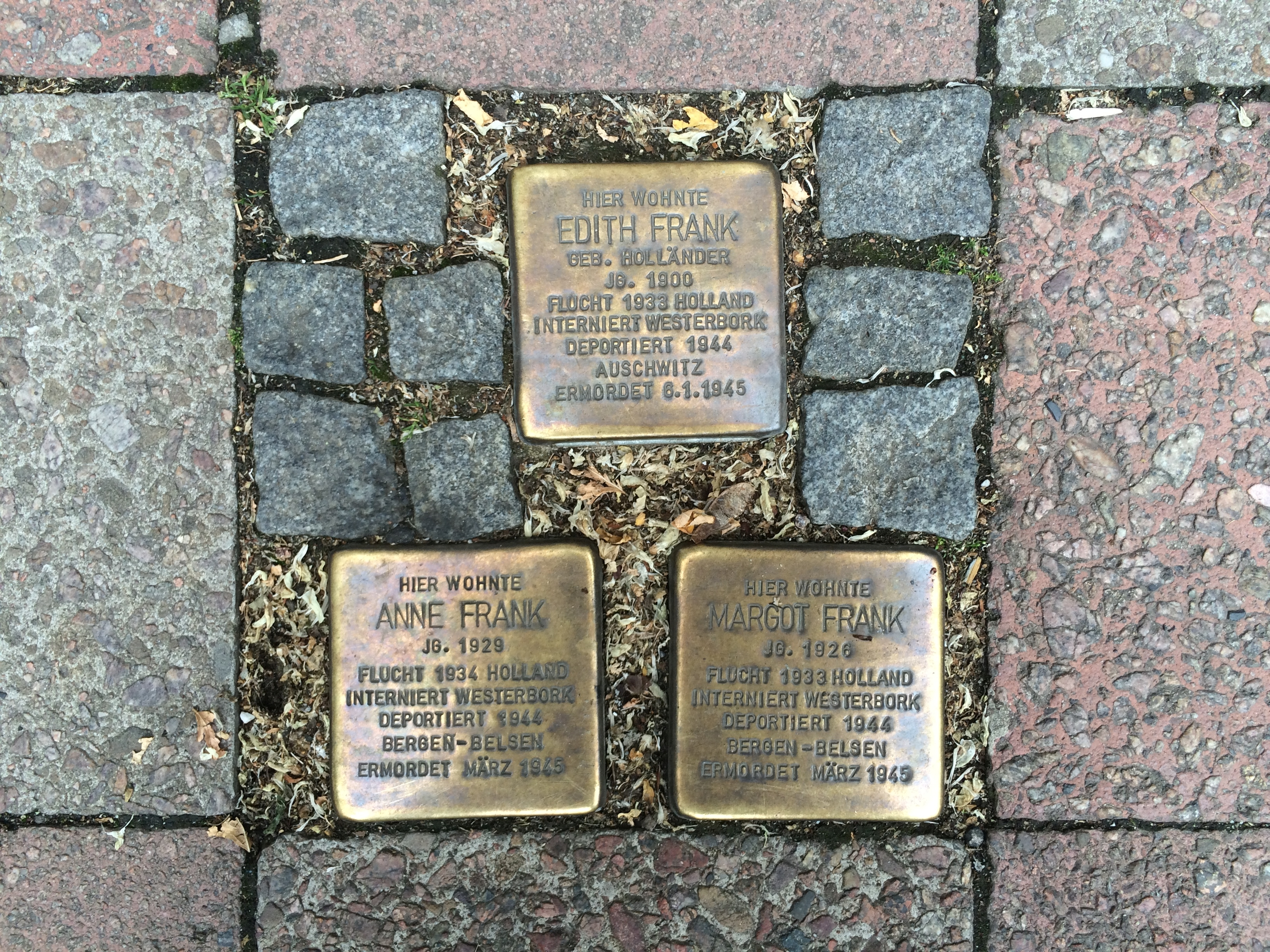
Stolpersteine für Familie Frank in Aachen

Margot und Anne Frank kamen mit einem weiteren Transport im Oktober 1944 ins KZ Bergen-Belsen. Dort starb Margot im März 1945 einige Tage vor ihrer Schwester an den Folgen einer Fleckfiebererkrankung, wenige Wochen vor der Befreiung des KZ.
Wie Anne führte auch Margot Frank während des Krieges ein Tagebuch, dieses wurde aber nicht gerettet.

## Würdigung
Vor der Wohnung der Familie Frank am Pastorplatz 1 in Aachen erinnern im Gehweg eingelassene Stolpersteine an das Schicksal der Familie. Ebenso erinnern seit Februar 2015 an ihrem letzten offiziellen Wohnort am Merwedeplein 37 in Amsterdam Stolpersteine an die Familie.
Margot Frank wurde in dem Spielfilm Das Tagebuch der Anne Frank (1959) von Diane Baker und in Anne Frank (2001) von Jessica Manley dargestellt. In den beiden BBC-Produktionen The Diary of Anne Frank wurde sie von Emma Harbour (1987) und Felicity Jones (2001) dargestellt. In dem 2016 erschienenen Film Das Tagebuch der Anne Frank unter der Regie von Hans Steinbichler spielt Stella Kunkat die Margot.